# Władysław Bernadzikiewicz
Władysław Bernadzikiewicz (ur. w 1871, zm. w 1946) – polski inżynier mechanik, konstruktor obrabiarek i pierwszego polskiego silnika odrzutowego.

## Życiorys
Ukończył studia inżynierskie na Politechnice w Zurychu. Od 1903 r. pracował jako dyrektor fabryki maszyn w Białymstoku. Specjalizował się początkowo w obrabiarkach, będąc autorem kilku typów obrabiarek wdrożonych do produkcji. W okresie I wojny światowej kierował fabryką obrabiarek w Kowronie w głębi Rosji, a po powrocie w 1919 r. do Polski został dyrektorem technicznym w fabryce Robur. W 1930 r. rozpoczął we własnym warsztacie przy ul. Żelaznej 54 w Warszawie pracę nad silnikiem odrzutowym i w 1932 r. zaprezentował jego wersję demonstracyjną, uzyskując na niego patenty. Zainteresowanie konstrukcją wyraziły Państwowe Zakłady Inżynierii w Ursusie. Dalszych prac nad modelem zaniechano, gdy Bernadzikiewicz wyczerpał prywatne oszczędności, gdyż nie otrzymał na swoje badania dotacji państwowych. Wyniki badań omówił w referacie podczas VII Zjazdu Inżynierów Mechaników Polskich w 1933 r. w Warszawie.
Ożenił się ze Stefanią Wieczorek (~1883–1928), był ojcem Tadeusza i Stefana